# British Open Squash Championships
Die British Open Squash Championships, auch kurz British Open, sind ein jährlich stattfindendes Squashturnier für Herren und Damen. Es findet momentan in Kingston upon Hull, England, statt und ist jeweils Teil der PSA World Series der Herren und der WSA World Series der Damen. Das Herrenturnier wurde 1930 ins Leben gerufen und gehört aktuell zur Kategorie World Series Platinum, der zweithöchsten Wertungskategorie. Bei den Damen gehört das seit 1922 ausgetragene Turnier ebenfalls zur Kategorie World Series Platinum. Das Gesamtpreisgeld beträgt jeweils 175.000 US-Dollar.

## Geschichte
Die British Open der Herren wurden 1931 das erste Mal ausgespielt. Das Format sah vor, dass der Titelverteidiger gegen einen Herausforderer drei Spiele bestreiten muss, wobei derjenige Sieger wurde, der als Erster zwei der drei Spiele für sich entschied. Dieses Format wurde bis 1947 beibehalten, wobei in keinem einzigen Endspiel das dritte Spiel benötigt wurde. Seit 1948 wird das bis heute verwendete K.-o.-System verwendet. Für das Jahr 1930 wurde der langjährige britische Meister Charles Read als erster Titelträger bestimmt. Sein erster Herausforderer 1931 war Don Butcher, wie Read Engländer, der die Spiele für sich entschied. Das Damenturnier wurde bereits 1922 als Amateurwettbewerb ausgetragen, erst 1974 wurden die British Open der Damen ein Profiturnier. Ursprünglich wurden Damen- und Herrenwettbewerbe getrennt ausgetragen, seit 1983 erfolgt die Austragung jedoch gemeinsam.
Die erfolgreichste Spielerin der British Open ist die Australierin Heather McKay (geborene Blundell), die zwischen 1962 und 1977 16 Mal in Folge das Turnier gewann. Bei den Herren ist der Pakistaner Jahangir Khan mit zehn Titeln Rekordsieger, auch er gewann sämtliche Titel zwischen 1982 und 1991 in Folge.
Vor der erstmaligen Austragung der Squash-Weltmeisterschaft Mitte der 1970er Jahre wurden die British Open von der Fachwelt als die inoffiziellen Weltmeisterschaften betrachtet. Aufgrund der nach wie vor sehr hohen Bedeutung der British Open im Squashsport, gilt das Turnier, welches das älteste Squashturnier der Welt ist, gemeinhin auch als das „Wimbledon des Squash“.

## Austragungsorte
Seit 1947 wurden die British Open an zahlreichen verschiedenen Orten ausgetragen:
- 1948–1960: Lundsdowne Club, London
- 1961–1962: RAC Club, London
- 1963–1968: Lundsdowne und Royal Aero Clubs
- 1969, 1970–1974: Abbeydale, Sheffield
- 1970–1971: Edgbaston Priory, Birmingham
- 1975–1979: Wembley Squash Centre, London
- 1980, 1984–1994: Wembley Conference Centre; London
- 1981–1982: Churchill Theatre, Bromley
- 1983: Assembly Rooms, Derby
- 1995–1997: Cardiff, Wales
- 1998, 2000, 2001: National Indoor Arena, Birmingham
- 1999: Aberdeen, Schottland
- 2002, 2005, 2007, 2009: National Squash Centre, Manchester
- 2003–2004: Albert Hall, Nottingham
- 2006: University of Nottingham, Nottingham
- 2008: Echo Arena, Liverpool
- 2012: The O₂, London
- 2013, 2014: KC Stadium, Kingston upon Hull
- 2015–2022: Airco Arena und University of Hull, Kingston upon Hull
- seit 2023: Birmingham Rep, Birmingham

## Sieger Herren
| Jahr                         | Sieger                                     | Finalgegner                                | Ergebnis 1                                        |
| ---------------------------- | ------------------------------------------ | ------------------------------------------ | ------------------------------------------------- |
| 1930                         | Charles Read                               | zum Titelträger bestimmt                   | zum Titelträger bestimmt                          |
| 1931                         | Don Butcher                                | Charles Read                               | 9:6, 9:5, 9:5 und 9:3, 9:5, 9:3                   |
| 1932                         | Don Butcher                                | Charles Arnold                             | 9:0, 9:0, 9:0 und 9:3, 9:0, 9:5                   |
| 1933                         | F.D. Amr Bey                               | Don Butcher                                | 9:0, 9:7, 9:1 und 9:5, 6:9, 9:2, 9:1, 9:4         |
| 1934                         | F.D. Amr Bey                               | kein Herausforderer                        | kein Herausforderer                               |
| 1935                         | F.D. Amr Bey                               | Don Butcher                                | 9:4, 8:10, 10:8, 9:0 und 9:6, 6:9, 9:2, 0:9, 9:5  |
| 1936                         | F.D. Amr Bey                               | Jim Dear                                   | 9:3, 6:9, 8:10, 9:2, 9:4 und 9:4, 9:7, 3:9, 9:7   |
| 1937                         | F.D. Amr Bey                               | Jim Dear                                   | 9:7, 7:9, 9:7, 5:9, 9:6 und 9:7, 8:10, 9:1, 9:6   |
| 1938                         | F.D. Amr Bey                               | Jim Dear                                   | 10:8, 10:8, 4:9, 1:9, 9:4 und 9:7, 8:10, 9:6, 9:5 |
| 1939                         | Jim Dear                                   | Bert Biddle                                | 5:9, 9:6, 5:9, 9:6, 9:5 und 6:9, 9:1, 9:2, 9:6    |
| 1940–1946: Zweiter Weltkrieg |                                            |                                            |                                                   |
| 1947                         | Mahmoud Karim                              | Jim Dear                                   | 9:4, 9:1, 9:3 und 5:9, 7:9, 9:8, 9:7, 9:4         |
| 1948                         | Mahmoud Karim                              | Jim Dear                                   | 9:5, 9:3, 5:9, 1:9, 10:8                          |
| 1949                         | Mahmoud Karim                              | Brian Phillips                             | 9:4, 9:2, 9:10, 9:4                               |
| 1950                         | Mahmoud Karim                              | Abdul Bari                                 | 9:4, 9:2, 9:7                                     |
| 1951                         | Hashim Khan                                | Mahmoud Karim                              | 9:5, 9:0, 9:0                                     |
| 1952                         | Hashim Khan                                | Mahmoud Karim                              | 9:5, 9:7, 9:0                                     |
| 1953                         | Hashim Khan                                | Roy Wilson                                 | 9:2, 8:10, 9:1, 9:0                               |
| 1954                         | Hashim Khan                                | Azam Khan                                  | 6:9, 9:6, 9:6, 7:9, 9:5                           |
| 1955                         | Hashim Khan                                | Azam Khan                                  | 9:7, 7:9, 9:7, 5:9, 9:7                           |
| 1956                         | Hashim Khan                                | Roshan Khan                                | 9:4, 9:2, 5:9, 9:5                                |
| 1957                         | Roshan Khan                                | Hashim Khan                                | 6:9, 9:5, 9:2, 9:1                                |
| 1958                         | Hashim Khan                                | Azam Khan                                  | 9:7, 6:9, 9:6, 9:7                                |
| 1959                         | Azam Khan                                  | Mo Khan                                    | 9:5, 9:0, 9:1                                     |
| 1960                         | Azam Khan                                  | Roshan Khan                                | 9:1, 9:0, 9:0                                     |
| 1961                         | Azam Khan                                  | Mo Khan                                    | 6:9, 9:1, 9:4, 0:9, 9:2                           |
| 1962                         | Azam Khan                                  | Mo Khan                                    | 9:6, 7:9, 10:8, 2:9, 9:4                          |
| 1963                         | Mo Khan                                    | A. A. Aboutaleb                            | 9:4, 5:9, 3:9, 10:8, 9:6                          |
| 1964                         | A. A. Aboutaleb                            | Mike Oddy                                  | 9:3, 9:7, 9:0                                     |
| 1965                         | A. A. Aboutaleb                            | Ibrahim Amin                               | 9:0, 0:9, 9:1, 9:6                                |
| 1966                         | A. A. Aboutaleb                            | Aftab Jawaid                               | 9:6, 5:9, 9:3, 9:1                                |
| 1967                         | Jonah Barrington                           | Aftab Jawaid                               | 9:2, 5:9, 9:2, 9:2                                |
| 1968                         | Jonah Barrington                           | A. A. Aboutaleb                            | 9:6, 9:0, 9:5                                     |
| 1969                         | Geoff Hunt                                 | Cam Nancarrow                              | 9:5, 9:4, 9:0                                     |
| 1970                         | Jonah Barrington                           | Geoff Hunt                                 | 9:7, 3:9, 9:4, 9:4                                |
| 1971                         | Jonah Barrington                           | Aftab Jawaid                               | 9:1, 9:2, 9:6                                     |
| 1972                         | Jonah Barrington                           | Geoff Hunt                                 | 0:9, 9:7, 10:8, 6:9, 9:7                          |
| 1973                         | Jonah Barrington                           | Gogi Alauddin                              | 9:4, 9:3, 9:2                                     |
| 1974                         | Geoff Hunt                                 | Mo Yasin                                   | kampflos                                          |
| 1975                         | Qamar Zaman                                | Gogi Alauddin                              | 9:7, 9:6, 9:1                                     |
| 1976                         | Geoff Hunt                                 | Mohibullah Khan                            | 7:9, 9:4, 8:10, 9:2, 9:2                          |
| 1977                         | Geoff Hunt                                 | Cam Nancarrow                              | 9:4, 9:4, 8:10, 9:4                               |
| 1978                         | Geoff Hunt                                 | Qamar Zaman                                | 7:9, 9:1, 9:1, 9:2                                |
| 1979                         | Geoff Hunt                                 | Qamar Zaman                                | 2:9, 9:7, 9:0, 6:9, 9:3                           |
| 1980                         | Geoff Hunt                                 | Qamar Zaman                                | 9:3, 9:2, 1:9, 9:1                                |
| 1981                         | Geoff Hunt                                 | Jahangir Khan                              | 9:2, 9:7, 5:9, 9:7                                |
| 1982                         | Jahangir Khan                              | Hiddy Jahan                                | 9:2, 10:9, 9:3                                    |
| 1983                         | Jahangir Khan                              | Gamal Awad                                 | 9:2, 9:5, 9:1                                     |
| 1984                         | Jahangir Khan                              | Qamar Zaman                                | 9:0, 9:3, 9:5                                     |
| 1985                         | Jahangir Khan                              | Chris Dittmar                              | 9:3, 9:2, 9:5                                     |
| 1986                         | Jahangir Khan                              | Ross Norman                                | 9:6, 9:4, 9:6                                     |
| 1987                         | Jahangir Khan                              | Jansher Khan                               | 9:6, 9:0, 9:5                                     |
| 1988                         | Jahangir Khan                              | Rodney Martin                              | 9:2, 9:10, 9:0, 9:1                               |
| 1989                         | Jahangir Khan                              | Rodney Martin                              | 9:2, 3:9, 9:5, 0:9, 9:2                           |
| 1990                         | Jahangir Khan                              | Rodney Martin                              | 9:6, 10:8, 9:1                                    |
| 1991                         | Jahangir Khan                              | Jansher Khan                               | 2:9, 9:4, 9:4, 9:0                                |
| 1992                         | Jansher Khan                               | Chris Robertson                            | 9:7, 10:9, 9:5                                    |
| 1993                         | Jansher Khan                               | Chris Dittmar                              | 9:6, 9:5, 6:9, 9:2                                |
| 1994                         | Jansher Khan                               | Brett Martin                               | 9:1, 9:0, 9:10, 9:1                               |
| 1995                         | Jansher Khan                               | Peter Marshall                             | 15:4, 15:4, 15:5                                  |
| 1996                         | Jansher Khan                               | Rodney Eyles                               | 15:13, 15:8, 15:10                                |
| 1997                         | Jansher Khan                               | Peter Nicol                                | 17:15, 9:15, 15:12, 8:15, 15:8                    |
| 1998                         | Peter Nicol                                | Jansher Khan                               | 17:16, 15:4, 15:5                                 |
| 1999                         | Jonathon Power                             | Peter Nicol                                | 15:17, 15:12 Aufgabe                              |
| 2000                         | David Evans                                | Paul Price                                 | 15:11, 15:6, 15:10                                |
| 2001                         | David Palmer                               | Chris Walker                               | 12:15, 13:15, 15:2, 15:9, 15:5                    |
| 2002                         | Peter Nicol                                | John White                                 | 15:9, 15:8, 15:8                                  |
| 2003                         | David Palmer                               | Peter Nicol                                | 15:13, 15:13, 15:8                                |
| 2004                         | David Palmer                               | Amr Shabana                                | 14:16, 11:7, 13:11, 11:7                          |
| 2005                         | Anthony Ricketts                           | James Willstrop                            | 11:7, 11:9, 11:7                                  |
| 2006                         | Nick Matthew                               | Thierry Lincou                             | 11:8, 5:11, 11:4, 9:11, 11:6                      |
| 2007                         | Grégory Gaultier                           | Thierry Lincou                             | 11:4, 10:12, 11:6, 11:3                           |
| 2008                         | David Palmer                               | James Willstrop                            | 11:9, 11:9, 8:11, 6:11, 13:11                     |
| 2009                         | Nick Matthew                               | James Willstrop                            | 8:11, 11:8, 7:11, 11:3, 12:10                     |
| 2010                         | nicht ausgetragen                          | nicht ausgetragen                          | nicht ausgetragen                                 |
| 2011                         | nicht ausgetragen                          | nicht ausgetragen                          | nicht ausgetragen                                 |
| 2012                         | Nick Matthew                               | Ramy Ashour                                | 11:9, 11:4, 11:8                                  |
| 2013                         | Ramy Ashour                                | Grégory Gaultier                           | 7:11, 11:4, 11:7, 11:8                            |
| 2014                         | Grégory Gaultier                           | Nick Matthew                               | 11:3, 11:6, 11:2                                  |
| 2015                         | Mohamed Elshorbagy                         | Grégory Gaultier                           | 11:9, 6:11, 5:11, 11:8, 11:5                      |
| 2016                         | Mohamed Elshorbagy                         | Ramy Ashour                                | 11:2, 11:5, 11:9                                  |
| 2017                         | Grégory Gaultier                           | Nick Matthew                               | 8:11, 11:7, 11:3, 11:3                            |
| 2018                         | Miguel Ángel Rodríguez                     | Mohamed Elshorbagy                         | 11:7, 6:11, 8:11, 11:2, 11:9                      |
| 2019                         | Mohamed Elshorbagy                         | Ali Farag                                  | 11:9, 5:11, 11:5, 11:9                            |
| 2020                         | aufgrund der COVID-19-Pandemie ausgefallen | aufgrund der COVID-19-Pandemie ausgefallen | aufgrund der COVID-19-Pandemie ausgefallen        |
| 2021                         | Paul Coll                                  | Ali Farag                                  | 6:11, 11:6, 11:6, 11:8                            |
| 2022                         | Paul Coll                                  | Ali Farag                                  | 12:10, 11:6, 11:4                                 |
| 2023                         | Ali Farag                                  | Diego Elías                                | 13:11, 5:11, 11:8, 11:9                           |
| 2024                         | Mostafa Asal                               | Ali Farag                                  | 11:5, 2:11, 13:11, 4:11, 12:10                    |
| 2025                         | Diego Elías                                | Mostafa Asal                               | 11:4, 11:9, 3:11, 11:4                            |

 1 Von 1931 bis 1947 wurde der Titel in einem Best-of-three-Wettbewerb vergeben, das heißt, der Spieler, der als Erster zwei von drei Spielen für sich entschied, war der Gewinner. Ein drittes Spiel wurde jedoch bei keiner Austragung benötigt, sämtliche Partien endeten 2:0.

### List der Titelträger nach Siegen
| Spieler                | Siege | Finalteilnahmen | Gesamt |
| ---------------------- | ----- | --------------- | ------ |
| Jahangir Khan          | 10    | 1               | 11     |
| Geoff Hunt             | 8     | 2               | 10     |
| Hashim Khan            | 7     | 1               | 8      |
| Jansher Khan           | 6     | 3               | 9      |
| F.D. Amr Bey           | 6     | 0               | 6      |
| Jonah Barrington       | 6     | 0               | 6      |
| Azam Khan              | 4     | 3               | 7      |
| Mahmoud Karim          | 4     | 2               | 6      |
| David Palmer           | 4     | 0               | 4      |
| A. A. Aboutaleb        | 3     | 2               | 5      |
| Grégory Gaultier       | 3     | 2               | 5      |
| Nick Matthew           | 3     | 2               | 5      |
| Mohamed Elshorbagy     | 3     | 1               | 4      |
| / Peter Nicol          | 2     | 3               | 5      |
| Don Butcher            | 2     | 2               | 4      |
| Paul Coll              | 2     | 0               | 2      |
| Jim Dear               | 1     | 5               | 6      |
| Qamar Zaman            | 1     | 4               | 5      |
| Ali Farag              | 1     | 4               | 5      |
| Mo Khan                | 1     | 3               | 4      |
| Roshan Khan            | 1     | 2               | 3      |
| Ramy Ashour            | 1     | 2               | 3      |
| Mostafa Asal           | 1     | 1               | 2      |
| Diego Elías            | 1     | 1               | 2      |
| Charles Read           | 1     | 1               | 2      |
| David Evans            | 1     | 0               | 1      |
| Jonathon Power         | 1     | 0               | 1      |
| Anthony Ricketts       | 1     | 0               | 1      |
| Miguel Ángel Rodríguez | 1     | 0               | 1      |

### Sieger nach Land
| Land       | Siege | Finalniederlagen |
| ---------- | ----- | ---------------- |
| Pakistan   | 30    | 25               |
| Ägypten    | 19    | 15               |
| Australien | 13    | 14               |
| England    | 8     | 20               |
| Irland     | 6     | 0                |
| Frankreich | 3     | 4                |
| Neuseeland | 2     | 1                |
| Schottland | 1     | 3                |
| Peru       | 1     | 1                |
| Kanada     | 1     | 0                |
| Kolumbien  | 1     | 0                |
| Wales      | 1     | 0                |
| Indien     | 0     | 1                |

## Sieger Damen
| Jahr                         | Siegerin                                   | Finalgegnerin                              | Ergebnis                                   |
| ---------------------------- | ------------------------------------------ | ------------------------------------------ | ------------------------------------------ |
| 1922                         | Joyce Cave                                 | Nancy Cave                                 | 11:15, 15:10, 15:9                         |
| 1923                         | Silvia Huntsman                            | Nancy Cave                                 | 6:15, 15:9, 17:15                          |
| 1924                         | Nancy Cave                                 | Joyce Cave                                 | 15:8, 15:13                                |
| 1925                         | Joyce Cave                                 | Nancy Cave                                 | 15:3, 6:15, 16:13                          |
| 1926                         | Cecily Fenwick                             | Nancy Cave                                 | 15:12, 15:11                               |
| 1927                         | Cecily Fenwick                             | Nancy Cave                                 | 4:9, 9:6, 9:2, 9:5                         |
| 1928                         | Joyce Cave                                 | Cecily Fenwick                             | 4:9, 9:5, 10:9, 9:6                        |
| 1929                         | Nancy Cave                                 | Cecily Fenwick                             | 9:6, 3:9, 9:2, 3:9, 9:6                    |
| 1930                         | Nancy Cave                                 | Cecily Fenwick                             | 10:8, 9:1, 7:9, 9:5                        |
| 1931                         | Cecily Fenwick                             | Nancy Cave                                 | 9:7, 10:8, 9:10, 9:1                       |
| 1932                         | Susan Noel                                 | Joyce Cave                                 | 9:5, 9:7, 9:1                              |
| 1933                         | Susan Noel                                 | Sheila Keith-Jones                         | 9:4, 9:0, 9:2                              |
| 1934                         | Susan Noel                                 | Margot Lumb                                | 9:7, 9:0, 9:6                              |
| 1935                         | Margot Lumb                                | Anne Lytton-Milbanke                       | 9:4, 9:0, 9:1                              |
| 1936                         | Margot Lumb                                | Anne Lytton-Milbanke                       | 9:5, 9:5, 9:4                              |
| 1937                         | Margot Lumb                                | Sheila McKechnie                           | 9:3, 9:2, 9:0                              |
| 1938                         | Margot Lumb                                | Sheila McKechnie                           | 9:3, 9:2, 9:1                              |
| 1939                         | Margot Lumb                                | Susan Noel                                 | 9:6, 9:1, 9:7                              |
| 1940–1946: Zweiter Weltkrieg |                                            |                                            |                                            |
| 1947                         | Joan Curry                                 | Alice Teague                               | 9:3, 10:9, 9:5                             |
| 1948                         | Joan Curry                                 | Janet Morgan                               | 9:5, 9:0, 9:10, 6:9, 10:8                  |
| 1949                         | Joan Curry                                 | Janet Morgan                               | 2:9, 9:3, 10:8, 9:0                        |
| 1950                         | Janet Morgan                               | Joan Curry                                 | 9:4, 9:3, 9:0                              |
| 1951                         | Janet Morgan                               | Joan Curry                                 | 9:1, 2:9, 9:3, 9:4                         |
| 1952                         | Janet Morgan                               | Joan Curry                                 | 9:3, 9:1, 9:5                              |
| 1953                         | Janet Morgan                               | Marjorie Townsend                          | 9:4, 9:2, 9:4                              |
| 1954                         | Janet Morgan                               | Sheila Speight                             | 9:3, 9:1, 9:7                              |
| 1955                         | Janet Morgan                               | Ruth Turner                                | 9:5, 9:3, 9:6                              |
| 1956                         | Janet Morgan                               | Sheila Speight                             | 9:6, 9:4, 9:2                              |
| 1957                         | Janet Morgan                               | Sheila Speight                             | 4:9, 9:5, 9:1, 9:6                         |
| 1958                         | Janet Morgan                               | Sheila Macintosh                           | 9:7, 6:9, 9:6, 9:7                         |
| 1959                         | Janet Morgan                               | Sheila Macintosh                           | 9:4, 9:1, 9:5                              |
| 1960                         | Sheila Macintosh                           | Fran Marshall                              | 4:9, 8:9, 9:5, 9:3, 9:6                    |
| 1961                         | Fran Marshall                              | Ruth Turner                                | 9:3, 9:5, 9:1                              |
| 1962                         | Heather Blundell                           | Fran Marshall                              | 9:6, 9:5, 9:4                              |
| 1963                         | Heather Blundell                           | Fran Marshall                              | 9:4, 9:2, 9:6                              |
| 1964                         | Heather Blundell                           | Fran Marshall                              | 9:2, 9:2, 9:1                              |
| 1965                         | Heather Blundell                           | Anna Craven-Smith                          | 9:0, 9:1, 9:2                              |
| 1966                         | Heather McKay                              | Anna Craven-Smith                          | 9:0, 9:0, 10:8                             |
| 1967                         | Heather McKay                              | Anna Craven-Smith                          | 9:1, 10:8, 9:6                             |
| 1968                         | Heather McKay                              | Bev Johnson                                | 9:0, 9:0, 9:0                              |
| 1969                         | Heather McKay                              | Fran Marshall                              | 9:2, 9:0, 9:0                              |
| 1970                         | Heather McKay                              | Marcia Roche                               | 9:1, 9:1, 9:0                              |
| 1971                         | Heather McKay                              | Jenny Irving                               | 9:0, 9:3, 9:1                              |
| 1972                         | Heather McKay                              | Kathy Malan                                | 9:1, 9:1, 9:2                              |
| 1973                         | Heather McKay                              | C. Fleming                                 | 9:1, 9:0, 9:1                              |
| 1974                         | Heather McKay                              | Sue Cogswell                               | 9:2, 9:1, 9:2                              |
| 1975                         | Heather McKay                              | Marion Jackman                             | 9:3, 9:1, 9:5                              |
| 1976                         | Heather McKay                              | Sue Newman                                 | 9:2, 9:4, 9:2                              |
| 1977                         | Heather McKay                              | Barbara Wall                               | 9:3, 9:1, 9:2                              |
| 1978                         | Sue Newman                                 | Vicki Hoffmann                             | 9:4, 9:7, 9:2                              |
| 1979                         | Barbara Wall                               | Sue Cogswell                               | 8:10, 6:9, 9:4, 9:4, 9:3                   |
| 1980                         | Vicki Hoffmann                             | Sue Cogswell                               | 9:5, 9:5, 9:3                              |
| 1981                         | Vicki Hoffmann                             | Margaret Zachariah                         | 9:6, 9:4, 9:0                              |
| 1982                         | Vicki Cardwell                             | Lisa Opie                                  | 9:4, 5:9, 9:4, 9:4                         |
| 1983                         | Vicki Cardwell                             | Lisa Opie                                  | 9:10, 9:6, 9:4, 9:5                        |
| 1984                         | Susan Devoy                                | Lisa Opie                                  | 5:9, 9:0, 9:7, 9:1                         |
| 1985                         | Susan Devoy                                | Martine Le Moignan                         | 9:6, 5:9, 9:6, 9:5                         |
| 1986                         | Susan Devoy                                | Lisa Opie                                  | 9:4, 9:2, 9:3                              |
| 1987                         | Susan Devoy                                | Lucy Soutter                               | 2:9, 4:9, 9:4, 9:2, 9:1                    |
| 1988                         | Susan Devoy                                | Liz Irving                                 | 9:7, 9:5, 9:1                              |
| 1989                         | Susan Devoy                                | Martine Le Moignan                         | 8:10, 10:8, 9:3, 9:6                       |
| 1990                         | Susan Devoy                                | Suzanne Horner                             | 9:2, 9:1, 9:3                              |
| 1991                         | Lisa Opie                                  | Sue Wright                                 | 6:9, 9:3, 9:3, 9:4                         |
| 1992                         | Susan Devoy                                | Martine Le Moignan                         | 9:3, 9:5, 9:3                              |
| 1993                         | Michelle Martin                            | Suzanne Horner                             | 9:7, 9:0, 9:4                              |
| 1994                         | Michelle Martin                            | Liz Irving                                 | 9:1, 9:5, 9:3                              |
| 1995                         | Michelle Martin                            | Liz Irving                                 | 9:4, 9:7, 9:5                              |
| 1996                         | Michelle Martin                            | Sarah Fitz-Gerald                          | 1:9, 9:5, 9:1, 9:7                         |
| 1997                         | Michelle Martin                            | Sarah Fitz-Gerald                          | 9:5, 9:10, 9:5, 9:5                        |
| 1998                         | Michelle Martin                            | Sarah Fitz-Gerald                          | 9:4, 9:2, 9:1                              |
| 1999                         | Leilani Joyce                              | Cassie Campion                             | 5:9, 9:6, 9:3, 10:8                        |
| 2000                         | Leilani Joyce                              | Sue Wright                                 | 9:7, 9:4, 9:2                              |
| 2001                         | Sarah Fitz-Gerald                          | Carol Owens                                | 10:9, 9:0, 9:2                             |
| 2002                         | Sarah Fitz-Gerald                          | Tania Bailey                               | 9:3, 9:0, 9:0                              |
| 2003                         | Rachael Grinham                            | Cassie Jackman                             | 9:3, 7:9, 9:2, 9:5                         |
| 2004                         | Rachael Grinham                            | Natalie Grainger                           | 6:9, 9:5, 9:0, 9:3                         |
| 2005                         | Nicol David                                | Natalie Grinham                            | 9:6, 9:7, 9:6                              |
| 2006                         | Nicol David                                | Rachael Grinham                            | 9:4, 9:1, 9:4                              |
| 2007                         | Rachael Grinham                            | Nicol David                                | 7:9, 4:9, 9:3, 10:8, 9:1                   |
| 2008                         | Nicol David                                | Jenny Duncalf                              | 9:1, 10:8, 9:0                             |
| 2009                         | Rachael Grinham                            | Madeline Perry                             | 11:6, 11:5, 12:10                          |
| 2010                         | nicht ausgetragen                          | nicht ausgetragen                          | nicht ausgetragen                          |
| 2011                         | nicht ausgetragen                          | nicht ausgetragen                          | nicht ausgetragen                          |
| 2012                         | Nicol David                                | Nour El Sherbini                           | 11:6, 11:6, 11:6                           |
| 2013                         | Laura Massaro                              | Nicol David                                | 11:4, 3:11, 12:10, 11:7                    |
| 2014                         | Nicol David                                | Laura Massaro                              | 8:11, 11:5, 11:7, 11:8                     |
| 2015                         | Camille Serme                              | Laura Massaro                              | 11:3, 11:5, 8:11, 11:8                     |
| 2016                         | Nour El Sherbini                           | Nouran Gohar                               | 11:7, 9:11, 7:11, 11:6, 11:8               |
| 2017                         | Laura Massaro                              | Sarah-Jane Perry                           | 11:8, 11:8, 6:11, 11:6                     |
| 2018                         | Nour El Sherbini                           | Raneem El Weleily                          | 11:6, 11:9, 14:12                          |
| 2019                         | Nouran Gohar                               | Camille Serme                              | 11:3, 11:8, 11:3                           |
| 2020                         | aufgrund der COVID-19-Pandemie ausgefallen | aufgrund der COVID-19-Pandemie ausgefallen | aufgrund der COVID-19-Pandemie ausgefallen |
| 2021                         | Nour El Sherbini                           | Nouran Gohar                               | 9:11, 13:11, 5:11, 11:7, 11:2              |
| 2022                         | Nouran Gohar                               | Hania El Hammamy                           | 11:9, 11:7, 8:11, 11:4                     |
| 2023                         | Nour El Sherbini                           | Nouran Gohar                               | 11:9, 11:7, 11:1                           |
| 2024                         | Nouran Gohar                               | Nour El Sherbini                           | 11:6, 17:15, 3:11, 7:11, 11:4              |
| 2025                         | Nouran Gohar                               | Nour El Sherbini                           | 9:11, 12:10, 7:11, 13:11, 11:4             |

### List der Titelträgerinnen nach Siegen
| Spielerin         | Siege | Finalteilnahmen | Gesamt |
| ----------------- | ----- | --------------- | ------ |
| Heather McKay     | 16    | 0               | 16     |
| Janet Morgan      | 10    | 2               | 12     |
| Susan Devoy       | 8     | 0               | 8      |
| Michelle Martin   | 6     | 0               | 6      |
| Nicol David       | 5     | 1               | 6      |
| Margot Lumb       | 5     | 1               | 6      |
| Nour El Sherbini  | 4     | 3               | 7      |
| Vicki Cardwell    | 4     | 1               | 5      |
| Rachael Grinham   | 4     | 1               | 5      |
| Nancy Cave        | 3     | 6               | 9      |
| Nouran Gohar      | 3     | 4               | 7      |
| Cecily Fenwick    | 3     | 3               | 6      |
| Joan Curry        | 3     | 3               | 6      |
| Susan Noel        | 3     | 1               | 4      |
| Sarah Fitz-Gerald | 2     | 3               | 5      |
| Laura Massaro     | 2     | 2               | 3      |
| Leilani Joyce     | 2     | 0               | 2      |
| Sheila Macintosh  | 1     | 5               | 6      |
| Fran Marshall     | 1     | 5               | 6      |
| Lisa Opie         | 1     | 4               | 5      |
| Sue Newman        | 1     | 1               | 2      |
| Barbara Wall      | 1     | 1               | 2      |
| Hania El Hammamy  | 1     | 0               | 1      |
| Silvia Huntsman   | 1     | 0               | 1      |
| Camille Serme     | 1     | 0               | 1      |

### Siegerinnen nach Land
| Land               | Siege | Finalniederlagen |
| ------------------ | ----- | ---------------- |
| England            | 36    | 63               |
| Australien         | 34    | 15               |
| Neuseeland         | 10    | 22               |
| Ägypten            | 8     | 8                |
| Malaysia           | 5     | 2                |
| Frankreich         | 1     | 1                |
| Südafrika          | 0     | 2                |
| Neuseeland         | 0     | 2                |
| Vereinigte Staaten | 0     | 1                |
| Irland             | 0     | 1                |